# مخمصه (فیلم ۱۳۸۵)
مخمصه فیلمی به کارگردانی و نویسندگی محمدعلی سجادی محصول سال ۱۳۸۵ است.

## داستان فیلم
سرگرد رضا شمیرانی و همکارانش درگیر سرقت‌هایی غیرمتعارف می‌شوند. امیر دلاوری سارقی است که تبحر خاصی در سرقت و روابط ویژه‌ای با زیردستانش دارد. فیلم قصهٔ تعقیب و گریز سرگرد رضا شمیرانی و امیر دلاوری را روایت می‌کند.

## بازیگران
- مسعود رایگان در نقش امیر دلاوری، خلافکار و دوست یاشار
- شهرام حقیقت‌دوست در نقش یاشار، خلافکار و دوست امیر، عاشق ساقی
- مهدی پاکدل در نقش سرگرد شمیرانی، معشوق سابق یلدا
- فرهاد قائمیان در نقش جناب سرهنگ، مافوق سرگرد شمیرانی
- ثریا قاسمی در نقش مادر سرگرد شمیرانی
- لاله اسکندری در نقش یلدا، معشوق سابق سرگرد شمیرانی
- امیررضا دلاوری در نقش اردلان، همکار سرگرد
- فرهاد بشارتی در نقش ناصر، همکار سرگرد
- مریم کاویانی در نقش ساقی، معشوق یاشار
- مهدی میامی در نقش لالی، خلافکار
- مسیح میرحسینی در نقش همسر سرگرد
- شیوا خسرومهر در نقش خواهر سرگرد